# Ursula Birghan
Ursula Birghan (* 15. Oktober 1942 in Dresden), geborene Vobian,  ist eine ehemalige deutsche Politikerin (CDU).

## Biografie
Ursula Birghan flüchtete 1955 mit ihrer Mutter aus der DDR nach West-Berlin. Sie schloss dort den Schulbesuch mit dem Abitur ab und absolvierte anschließend eine Ausbildung zur Fremdsprachensekretärin.
Sie war verheiratet mit dem Bezirksbürgermeister von Berlin-Reinickendorf Günter Birghan (1939–1983). Ihr Sohn Christoph Birghan ist seit 2025 Mitglied des Deutschen Bundestags.

## Politik
Birghan war CDU-Mitglied seit 1961. Sie gehörte zunächst von 1985 bis 1990 der Bezirksverordnetenversammlung von Reinickendorf an. Anschließend hielt sie bis 2001 ein Mandat im Berliner Abgeordnetenhaus. 2021 trat sie aus der CDU aus.

## Ehrungen
Am 3. Juni 2002 wurde Birghan vom Regierenden Bürgermeister Klaus Wowereit das Bundesverdienstkreuz am Bande verliehen. Für ihr Engagement in der Deutschen Multiple Sklerose Gesellschaft (DMSG), darunter als stellvertretende Vorsitzende des Landesverbandes Berlin, rief diese den „Birghan-Preis für Journalismus“ aus.